# Aleksandr Pasjkov
Aleksandr Konstantinovitsj Pasjkov (Russisch: Александр Константинович Пашков) (Moskou, 28 augustus 1944) was een Sovjet-Russisch ijshockeydoelman. 
Pasjkov was vaak tweede doelman achter Vladislav Tretjak
Pasjkov won tijdens de Olympische Winterspelen 1972 de gouden medaille. Pasjkov werd in 1978 wereldkampioen.